# Krutizy

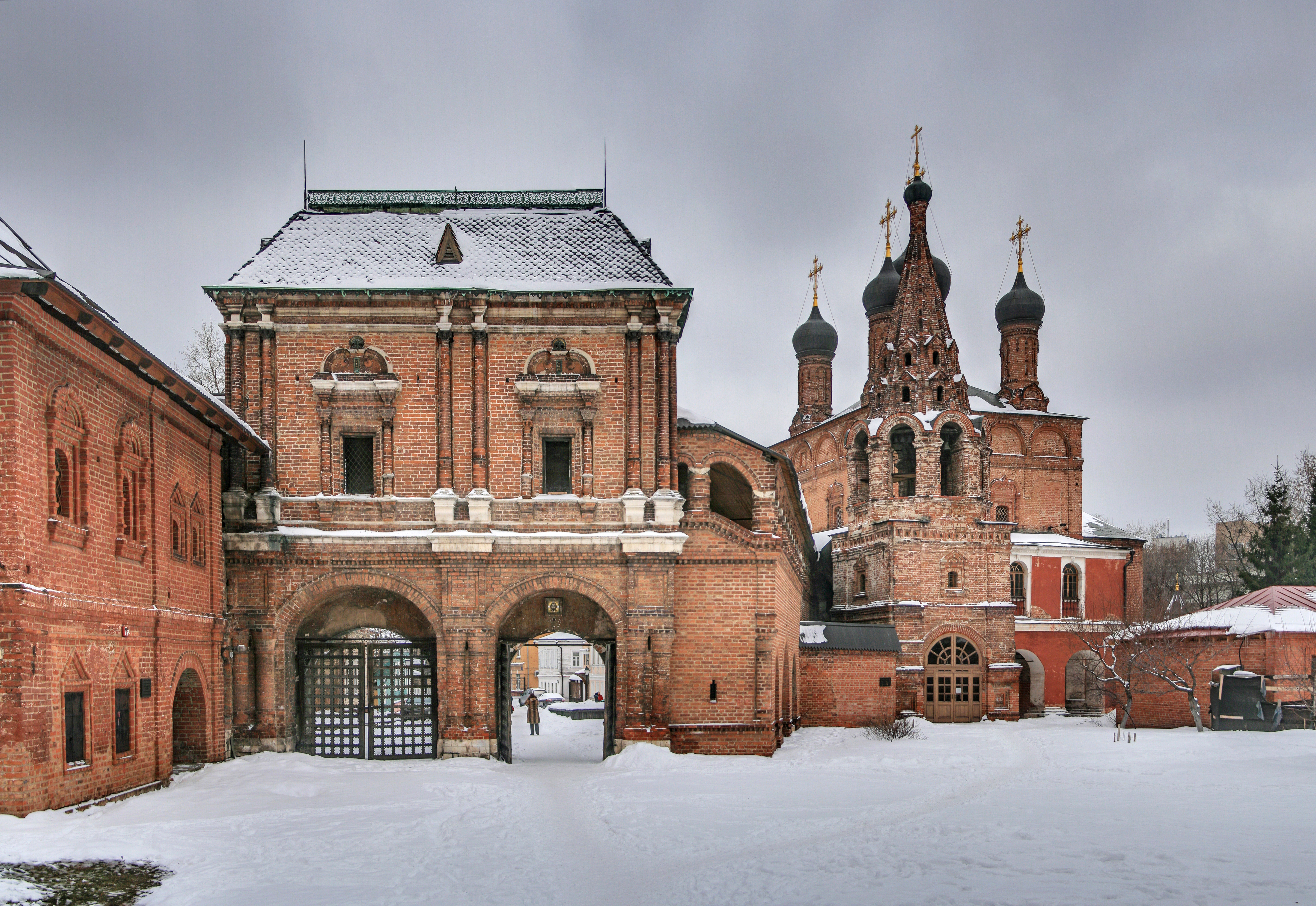
Links ein Terem, rechts die Uspenski-Kathedrale zu erkennen.

Krutizy (russisch Крутицкое подворье) ist ein architektonisches Ensemble im Stadtteil Taganski von Moskau (Russland) und ehemalige Residenz der Bischöfe von Krutizy und Kolomna. Es beherbergt heute ein Metochi des Moskauer Patriarchats.

## Geschichte
Im 13. Jahrhundert gründete der Fürst Daniel im ehemaligen Dorf Krutizky einen Kloster. 1516 wurde in dem Hof des Klosters die Uspenski-Kathedrale errichtet. Zwischen 1682 und 1689 baute erbeute der Architekt Osip Starzew eine Galerie aus Stein und baute die Uspenski-Kathedrale zu einer fünfeckigen Kirche um, welche bis heute erhalten ist. Aufgrund der Kirchenreformen Peter des Großen im 18. Jahrhundert verlor der Hof seine Bedeutsamkeit und wurde an das Kriegsministerium abgegeben. Nach einem Brand während des Russlandfeldzuges im Jahre 1812 wurde der Hof erneuert. In den 1920er Jahren konnte der Architekt Pjotr Baranowski den Abriss des verlassenen Ensembles verhindern. 1991 wurde der Hof an die Russisch-orthodoxe Kirche abgegeben. Seit 2007 wird der Gebäudekomplex restauriert.